# Masao Mishima
Masao Mishima (三島 雅夫, Mishima Masao), nom de scène de Masao Nagaoka (長岡 正雄, Nagaoka Masao), né le 2 janvier 1906 à Tokyo et mort le 18 juillet 1973, est un acteur japonais.

## Biographie
Masao Mishima a tourné dans près de 180 films entre 1935 et 1981.

## Filmographie partielle

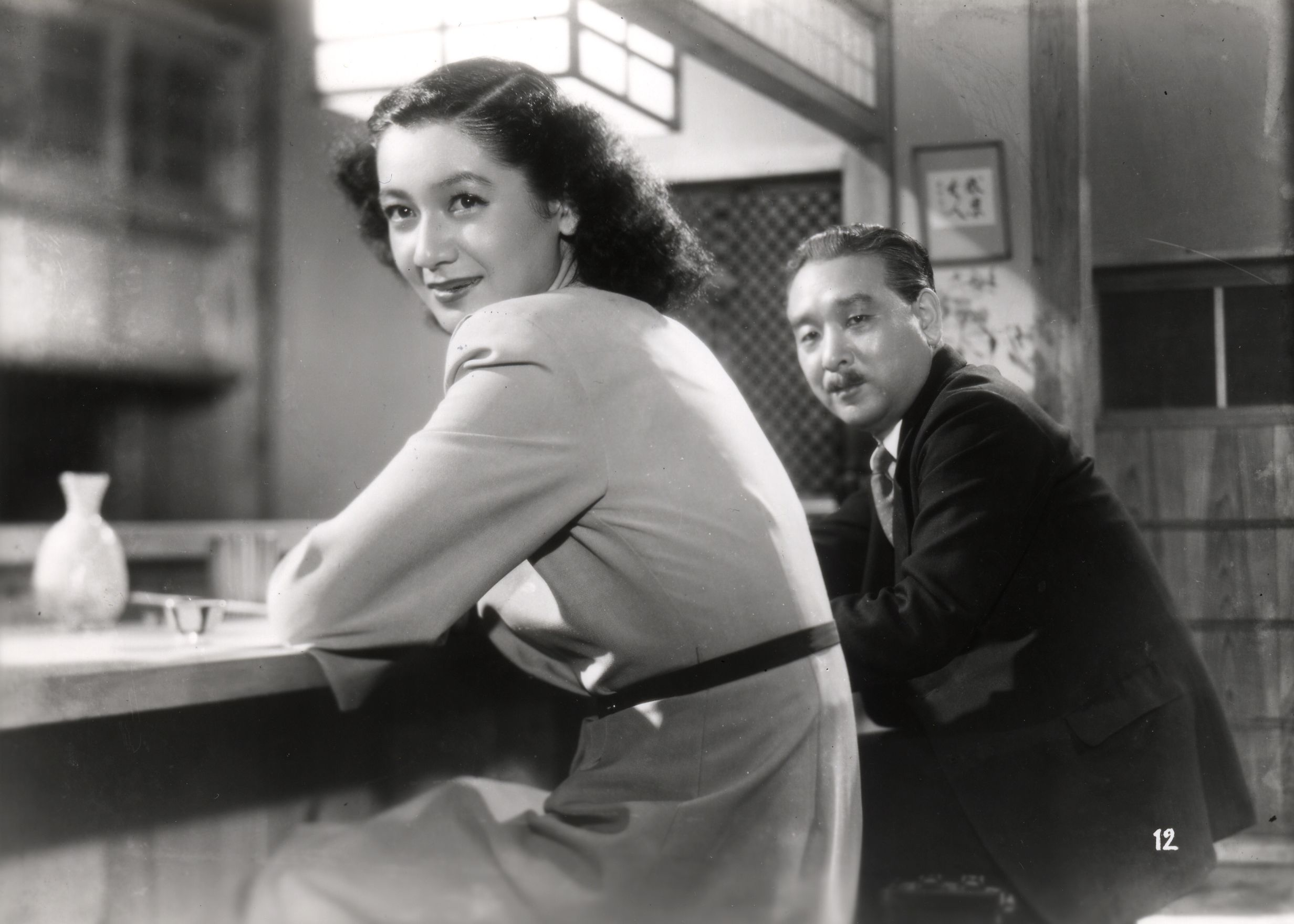
Setsuko Hara et Masao Mishima dans Printemps tardif (1949).

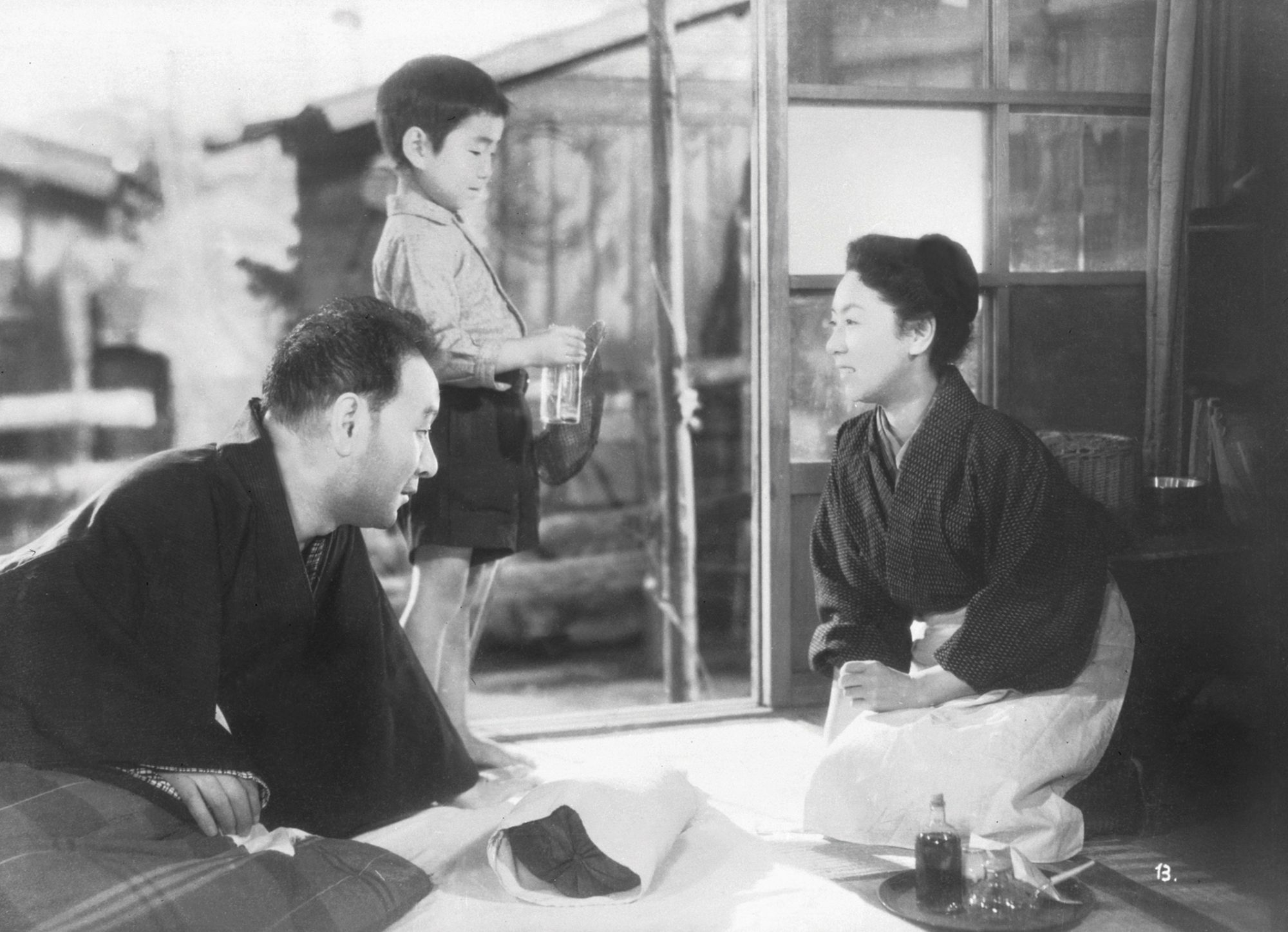
Masao Mishima, Takashi Itō et Kinuyo Tanaka dans La Mère (1952).

- 1935 : Trois sœurs au cœur pur (乙女ごころ三人姉妹, Otome-gokoro sannin shimai?) de Mikio Naruse : un voyou
- 1935 : L'Actrice et le poète (女優と詩人, Joyu to shijin?) de Mikio Naruse : un acteur
- 1935 : La Fille dont on parle (噂の娘, Uwasa no musume?) de Mikio Naruse : le barbier
- 1936 : Tochuken Kumoemon (桃中軒雲右衛門, Kumoemon Tōchūken?) de Mikio Naruse : Kurata
- 1936 : Une avenue au matin (朝の並木路, Ashita no namikimichi?) de Mikio Naruse
- 1937 : Avalanche (雪崩, Nadare?) de Mikio Naruse : Koyanagi
- 1937 : Mademoiselle (お嬢さん, Ojosan?) de Satsuo Yamamoto
- 1938 : La Classe de composition (綴方教室, Tsuzurikata kyoshitsu?) de Kajirō Yamamoto : M. Tanno
- 1938 : Tsuruhachi et Tsurujiro (鶴八鶴次郎, Tsuruhachi Tsurujiro?) de Mikio Naruse : Takeno
- 1940 : Le Village de Tajinko (多甚古村, Tajinko-mura?) de Tadashi Imai : un voleur
- 1948 : Osho, le joueur d'échecs (王将, Ōshō?) de Daisuke Itō
- 1949 : Bagatelle au printemps (春の戯れ, Haru no tawamure?) de Kajirō Yamamoto
- 1949 : Printemps tardif (晩春, Banshun?) de Yasujirō Ozu : Jo Onodera
- 1950 : Ville de violence (ペン偽らず　暴力の街, Pen itsuwarazu, bōryoku no machi?) de Satsuo Yamamoto
- 1950 : Le Lointain Pays de ma mère (遙かなり母の国, Harukanari haha no kuni?) de Daisuke Itō : Kazushichi Kineya
- 1950 : Le Visage du criminel (殺人者の顔, Satsujinsha no kao?) de Teinosuke Kinugasa : Nonagase
- 1950 : J'ai vu des poissons fantômes (われ幻の魚見たり, Ware maboroshi no sakana o mitari?) de Daisuke Itō
- 1951 : Le Fard de Ginza (銀座化粧, Ginza Keshō?) de Mikio Naruse : Tasuzō Fujimura
- 1951 : Cinq hommes d'Edo (大江戸五人男, Oedo gonin otoko?) de Daisuke Itō
- 1952 : La Vie d'O'Haru femme galante (西鶴一代女, Saikaku ichidai onna?) de Kenji Mizoguchi : Taisaburo Hishiya
- 1952 : La Mère (おかあさん, Okaasan?) de Mikio Naruse : Ryōsuke Fukuhara
- 1953 : Hiroshima (ひろしま, Hiroshima?) de Hideo Sekigawa
- 1954 : Calendrier de femmes (女の暦, Onna no koyomi?) de Seiji Hisamatsu : Sakutaro Sugie
- 1954 : Quartier sans soleil (太陽のない街, Taiyō no nai machi?) de Satsuo Yamamoto
- 1955 : Journal d'un policier (警察日記, Keisatsu nikki?) de Seiji Hisamatsu : Ishiwarai, le chef de la police
- 1955 : Les Loups (狼, Okami?) de Kaneto Shindō
- 1956 : Akō rōshi: Ten no maki, chi no maki (赤穂浪士 天の巻 地の巻?) de Sadatsugu Matsuda
- 1958 : La Lumière des lucioles (螢火, Hotarubi?) de Heinosuke Gosho
- 1959 : La Condition de l'homme : Il n'y a pas de plus grand amour (人間の条件, Ningen no jōken?) de Masaki Kobayashi
- 1960 : Meurtre à Yoshiwara (花の吉原百人斬り, Hana no Yoshiwara hyaku-nin giri?) de Tomu Uchida
- 1961 : Cochons et Cuirassés (豚と軍艦, Buta to gunkan?) de Shōhei Imamura
- 1962 : Hara-kiri (切腹, Seppuku?) de Masaki Kobayashi
- 1964 : Adauchi (仇討?) de Tadashi Imai : Kobe Ogawa
- 1965 : Fantômes japonais (四谷怪談, Yotsuya kaidan?) de Shirō Toyoda
- 1967 : Deux épouses (妻二人, Tsuma futari?) de Yasuzō Masumura
- 1968 : Pavane pour un homme épuisé (日本の青春, Nihon no seishun?) de Masaki Kobayashi
- 1970 : C'est dur d'être un homme : Le Millionnaire (新・男はつらいよ, Shin otoko wa tsurai yo?) de Shun'ichi Kobayashi (ja) : le docteur Yoshida